# La Commune (Paris, 1871)
La Commune (Paris, 1871) és una pel·lícula de drama històric del 2000, dirigit per Peter Watkins, sobre la Comuna de París. Es tracta d'una recreació històrica, a l'estil d'un documental, que va rebre molta aclamació de la crítica pels seus temes polítics i la direcció de Watkins. Es va projectar una versió subtitulada en català a la Filmoteca de Catalunya el 18 de maig del 2025.

## Producció
El llargmetratge destaca pel seu gran repartiment, principalment no professional, amb la inclusió de molts immigrants sense feina de l'Àfrica del Nord. Part del repartiment dels personatges de Versalles va ser reclutat a través d'un anunci al diari Le Figaro, mentre que els comuners van ser reclutats entre els habitants del districte XI de París. Els membres van fer gran part de la seva pròpia investigació per al projecte. Watkins va dir una vegada sobre la pel·lícula: «La Comuna de París sempre ha estat severament marginada pel sistema educatiu francès, tot i que, o potser perquè, és un esdeveniment clau en la història de la classe obrera europea i, quan ens vam conèixer, la majoria del repartiment va admetre que sabia poc o res sobre el tema. Era molt important que la gent s'impliqués directament en les nostres investigacions sobre la Comuna de París, aconseguint així un procés vivencial en l'anàlisi d'aquells aspectes del sistema francès actual que incompleixen la seva responsabilitat de proporcionar als ciutadans un procés realment democràtic i participatiu».

### Rodatge
La pel·lícula va ser enregistrada en només 13 dies en una fàbrica abandonada de 1.200 m² de Montreuil, als afores de París, cedida per Armand Gatti.
Com moltes de les darreres pel·lícules de Watkins, és bastant llarga: la versió extensa dura 5 hores i 45 minuts, tot i que la versió més comuna dura 3 hores i mitja. La versió llarga està disponible en DVD. La realització de la pel·lícula es va documentar a partir de la pel·lícula de la National Film Board of Canada de 2001 The Universal Clock: The Resistance of Peter Watkins, dirigida per Geoff Bowie.

## Recepció crítica
L'obra va rebre l'aclamació general de la crítica de cinema. L'agregador de crítiques Rotten Tomatoes va informar d'un 100% d'aprovació amb una qualificació mitjana de 8/10. A Metacritic, la pel·lícula té una mitjana ponderada de puntuació de 90/100, el qual indica «aclamació universal».
J. Hoberman, de la revista Sight & Sound, va escriure: «Watkins restaura la història a les seves pròpies ruïnes, utilitza els mitjans de comunicació com a marc i, tot i així, aconsegueix impregnar la seva narració d'una presència sorprenent. Ni més ni menys que l'esdeveniment que narra, La Commune és un triomf de l'acció espontània». Jonathan Rosenbaum la va anomenar «l'última magnum opus» de Watkins. Dave Kehr, del The New York Times, la va definir com a «visualització essencial per a qualsevol persona interessada a fer un pas exploratori fora de les normes de Hollywood». El 2016, Michael Atkinson de The Village Voice la va catalogar com la pel·lícula més gran des del 2000.